# Палата фасций и корпораций
Палата фасций и корпораций (итал. Camera dei Fasci e delle Corporazioni) — официальное название нижней палаты итальянского парламента, установленное законом от 19 января 1939 года взамен Палаты депутатов на 30-ю легислатуру Италии. На палату была возложена законодательная власть в период с 23 марта 1939 года по 2 августа 1943 года, в разгар правления Бенито Муссолини, стоявшего во главе Национальной фашистской партии. В палате заседали «национальные советники» (Consiglieri Nazionali), а не депутаты. Советники палаты не представляли избирательные округа, а представляли различные отрасли культуры, торговли и промышленности Италии, что было воплощением идеи фашизма о корпоративном государстве. Советники избирались не на определённый срок, а на то время пока они были членами той отрасли, от которой были избраны. Они автоматически теряли свои места после их ухода из отрасли, которую представляют. Заседания Палаты проходили в Палаццо Монтечиторио.
Президенты палаты:
- Костанцо Чиано[итал.] (23 марта 1939 года — 26 июня 1939 года);
- Дино Гранди (с 26 июня 1939 года по 2 августа 1943 года).

## Порядок формирования
В период между 1934 и 1946 гг. выборы в Италии не проводились. В 1938 г. на заседании Большого фашистского совета был поднят вопрос о преобразовании существовавшей на тот момент Палаты депутатов, как не соответствующей духу фашизма. Докладчиком по вопросу трансформации выступал Джакомо Ачербо. Новая Палата фасций и корпораций заменила Палату депутатов весной 1939 года, став 30-м легислатурой Королевства Италии. В отличие от предыдущих выборов, состоявшихся в рамках фашистской эпохи, народное голосование не проводилось, кандидаты были просто назначены под предлогом реформы представительных органов. Система выборов была заменена на систему избрания из кандидатов разных корпораций Италии. Таким образом Бенито Муссолини попытался ввести в действие фашистскую корпоративную систему представительства, отличную от парламентской.
Первым президентом Палаты Фасций и Корпораций стал последний президент Палаты депутатов граф Констанцо Чиано, умерший, правда, в этом же году. Ему на смену пришел Дино Гранди, возглавлявший Палату вплоть до конца её фактической деятельности. Президент и вице-президенты утверждались на основании королевского декрета.
В Палате насчитывалось более 600 депутатов, выдвигаемых от трёх органов:
- Большого фашистского совета (итал. Gran Consiglio del Fascismo)
- Национального совета Национальной фашистской партии (НФП) (итал. Consiglio Nazionale del Partito Nazionale Fascista) — органа, состоящего из высших руководителей партии и лидеров соответствующих партийных подразделений (секретаря Национального совета, членов Национального директората, инспекторов и федеральных секретарей НФП; секретаря, заместителя секретаря и 2 инспекторов отделений НФП за границей; президента Ассоциации семей фашистов погибших, искалеченных и раненых во имя Революции; национальных попечителей Ассоциации фашистов, работающих в школах, на государственной службе, железных дорогах, почтовых служащих и работников промышленности; президентов Национального института фашистской культуры, Национального фонда организации досуга трудящихся (итал. Opera Nazionale Dopolavoro), Национального олимпийского комитета Италии, Национальной ассоциации изувеченных и инвалидов войны, Национальной ассоциации ветеранов, Фашистской конфедерации рабочих и работодателей, Фашистской конфедерации профессионалов и артистов; секретаря Албанской фашистской партии).
- Национального совета корпораций (итал. Consiglio Nazionale delle Corporazioni) — органа, возглавляемого главой правительства и состоящего более чем из 500 членов, организационно представляющих синдикаты и работодателей, экономические и социальные министерства, НФП и другие национальные фонды.

## Прекращение деятельности
Палата была распущена вскоре после падения фашизма на основании Декрета короля от 2 августа 1943 года, но не была упразднена. Декрет короля был ратифицирован парламентом только 5 мая 1949 года. В Итальянской социальной республике была создана штаб-квартира Палаты в Венеции, которая, однако, фактически не действовала.
Закон о создании Палаты 1939 г. был отменен лишь 16 декабря 2009 года.